# Aleksandr Nikolaevič Potresov
Aleksandr Nikolaevič Potresov (in russo Александр Николаевич Потресов?; Mosca, 13 settembre 1869 – Parigi, 11 luglio 1934) è stato un rivoluzionario russo.

## Biografia

### Formazione e attività politica fino al 1905
Potresov nacque nel 1869 da una famiglia della piccola nobiltà russa, il padre era generale dell'esercito. Si sposò con una donna con problemi psicologici. Si laureò in scienze naturali all'Università di San Pietroburgo nel 1891. Fra il 1891 e il 1893 studio giurisprudenza presso la stessa università ed entrò in contatto con i circoli rivoluzionari populisti della capitale. Durante questo periodo aderì ai circoli marxisti studenteschi. Verso il 1890 divenne marxista, aderendo al gruppo clandestino di Struve e Martov e mantenendosi in corrispondenza con l'Emancipazione del lavoro di Plechanov. Nell'autunno del 1892 approfittò di una vacanza in Svizzera per portare clandestinamente in Russia opere del gruppo Emancipazione del lavoro, come anche di altri gruppi socialisti francesi e spagnoli.
Nel 1896, dopo gli arresti di Lenin e Martov, entrò nell'Unione di lotta per l'emancipazione della classe operaia. Arrestato nel 1897, fu esiliato nella Vjatka. 
Nel 1895 fondó insieme a Lenin e Martov la Unione di Lotta per la Liberazione della Classe Operaia. Incarcerato dalle autorità, fu confinato nel Governatorato di Vjatka nel 1898. Durante questo periodo mantenne rapporti epistolari tanto con Lenin che con Martov, entraambi deportati in Siberia, e così lì informò dell'espansione della corrente economicista sia in Russia che presso le comunità di emigrati.
Liberato nel 1900, lasciò la Russia e visse in Germania e in Svizzera, dove frequentò Plechanov, Aksel'rod e Vera Zasulič. Qui negoziò con il gruppo di Emancipazione del lavoro e i Partito Socialdemocratico di Germania per accordarsi per la pubblicazione di una nuova rivista marxista. Nel dicembre dello stesso anno fondò, anche questa volta con Lenin e Martov, Iskra ("La scintilla"), per opporsi alla corrente economicista. Il periodico, che avrebbe dovuto uscire ogni due settimane, avrebbe dovuto servire ad organizzare e consolidare la ideologia del movimento marxista in Russia, che era cresciuto notevolmente negli anni precedenti. Potresov fu uno dei sei componenti della redazione, insieme a Georgij Plechanov, Pavel Aksel'rod, Vera Zasulič, Lenin e Martov. Non era fra coloro che contribuivano maggiormente al periodico, ma era una delle principali fonti di finanziamento della rivista. Potresov viveva separato dal gruppo di giovani redattori della Iskra, Lenin e Martov, che comprendeva anche Fëdor Dan e Nadežda Krupskaja. Come gli altri redattori, all'inizio esaltò il libello Che fare? di Lenin. Nei primi anni di pubblicazione i redattori più giovani, Lenin, Martov e Potresov, formavano un gruppo nelle discussioni interne in contrapposizione agli "anziani", in particolare a Plechanov, che aveva un carattere difficile. Il gruppo dei giovani si stabilì a Monaco di Baviera fino all'aprile del 1902, mentre gli "anziani" abitavano in Svizzera. Nel 1902 i giovani si trasferirono a Londra, dove le relazioni fra i tre peggiorarono. Durante il periodo londinese Potresov si ammalava spesso e perdeva contatto con la redazione dell'Iskra, sempre più controllata da Lenin. All'inizio del 1903 i rapporti con Lenin si guastarono notevolmente. A partire dal II Congresso del Partito Operaio Socialdemocratico Russo Potresov fece parte della fazione menscevica.
Potresov aderì al Partito Operaio Socialdemocratico Russo (POSDR) che nel 1903 si divise nelle due correnti dei bolscevichi e dei menscevichi. Potresov fu tra questi ultimi e rimase nella redazione dell'Iskra, abbandonata da Lenin. Venne però in conflitto con Plechanov, favorevole alla riunificazione delle due frazioni del POSDR, e con la Zasulič lasciò il giornale.
Espulso dalla redazione dell'Iskra durante lo stesso congresso, Potresov tornò a farne parte nel novembre del 1903, quando Plechanov ruppe la sua precedente alleanza con Lenin.
Come gli altri dirigenti menscevichi, Potresov era convinto che in Russia prima dovesse avere luogo la rivoluzione borghese e che in seguito ad essa ci sarebbe stato un lungo periodo di dominio borghese. Riteneva peraltro che il movimento liberale russo avrebbe esteso le libertà costituzionali e che non avrebbe avuto paura dei socialdemocratici, che non rappresentavano ancora una minaccia per i liberali.
Potresov fu un deciso avversario di Lenin a partire dal II Congresso del Partito Operaio Socialdemocratico Russo, nel 1904 e nel 1905 pubblicó una serie di articoli criticando severamente Che fare?, che bollò come opera eccessivamente ottimista, scritta da un attivista romantico che si aspetta troppo dall'appoggio delle masse e si pone obiettivi irraggiungibili. Gli stessi aspetti che aveva descritto come poetici nel marzo del 1902 gli sembrarono allora espressioni di ingenuità. Nel 1905 pubblicó un'altra serie di articoli criticando i gruppi di attivisti rivoluzionari russi, tacciandoli di provincialismo e accusandoli di lasciarsi influenzare da Lenin. Al IV Congresso del POSDR, tenutosi a Stoccolma nell'aprile 1906, Potresov fu scelto per essere uno dei redattori della nuova rivista del partito, Social-Demokrat.
Alla rivoluzione del 1905 tornò in Russia, collaborando ai giornali Načalo (L'inizio) e Nevskij Golos (La voce della Neva) , e partecipando ai congressi menscevichi del 1906 e 1907. Dopo la sconfitta della rivoluzione, Potresov si allineò con i «liquidatori», che chiedevano di sospendere l'attività illegale dei partiti rivoluzionari, contro l'opinione di Lenin ma anche del menscevico Martov, e pubblicò la rivista Naša Zarja (La nostra aurora), oltre che dei quattro volumi de Il movimento sociale in Russia nel XX secolo (Общественное движение в России в начале XX века, Obščestvennoe dviženie v Rossii v načale XX veka).

### Il periodo fra le due rivoluzioni
Dopo la Rivoluzione russa del 1905 Potresov fu un "liquidazionista", cioè sosteneva che le attività clandestine del Partito dovessero cessare; durante la prima guerra mondiale fu fautore di una linea "difensivista", mentre nel periodo della Rivoluzione russa fece parte della destra menscevica. Questa corrente, detta "gruppo Zariá", finì per uscire dal partito dopo la Rivoluzione d'ottobre.
Potresov era un delegato al V Congresso del Partito, che si tenne a Londra e che si sostanziò in una vittoria per i bolscevichi. Terminato il Congresso, Potresov tornò a San Pietroburgo. Fra il 1910 e il 1914 diresse uno dei più importanti centri dei menscevichi ovvero la rivista culturale Naša Zaria ("Il nostro mattino") di San Pietroburgo. Rigettava le accuse di "liquidazionismo", sostenendo che il partito si era dissolto in seguito al fallimento della Rivoluzione del 1905 e perciò non c'era più niente da "liquidare". Ebbe una lunga polemica con Plechanov, che si opponeva al "liquidazionismo", ma sembra che il disaccordo nascesse piuttosto da motivi personali che da differenze ideologiche. Secondo Potresov per ricostruire il Partito, anziché cercare di ricostituire i comitati clandestini, che secondo lui non erano mai stati nulla più che uno scheletro, era necesario approfittare delle occasioni di collaborazione con il proletariato russo consentite dalla legge. Potresov era il principale dirigente di un gruppo di intellettuali socialdemocratici che sfruttava le limitate opportunità offerte dal "periodo reazionario" per pubblicare testi socialisti.
Nel 1914 si pose all'ala destra del partito menscevico, appoggiando la guerra della Russia a fianco dell'Intesa contro gli Imperi centrali. Il suo giornale Naše Delo fu però soppresso nel 1915 dalle autorità zariste perché vi espresse critiche per le continue sconfitte subite dall'esercito russo. Trasferitosi a Mosca, collaborò con il Comitato industriale militare, per sostenere la guerra in corso.
Allo scoppio della prima Guerra mondiale Potresov propugnó la alleanza con le forze borghesi in difesa della Russia, che considerava minacciata dall'Impero germanico, senza per questo smettere di combattere lo zarismo. Questi "difensisti" si collocavano alla destra del partito, più a sinistra del solo Plechanov. Potresov ammetteva l'ipotesi di sospendere temporaneamente la lotta di classe in Francia e in Gran Bretagna, ma non nell'autocratica Russia. Le sconfitte militari lo costrinsero a chiedere, insieme ad altri "difensisti", la democratizzazione del governo. Potresov rifiutava di appoggiare incondizionatamente il governo nella guerra mondiale, tuttavia si mostrò più favorevole ai francesi e agli inglesi, che considerava più democratici, che agli Imperi centrali. La sua posizione su questo punto controverso anticipó il "difensismo rivoluzionario" del periodo fra le due rivoluzioni del 1917.
Potresov consideró la Rivoluzione di Febbraio del 1917, che mise fine alla monarchia dei Romanov, come una sconfitta senza appello di quello che chiamava "dispotismo semiasiatico" russo e una importante vittoria della borghesia. Favorì la collaborazione fra il Soviet di Pietrogrado ed il Governo provvisorio per favorire la modernizzazione politica del paese. Potresov era "difensivista" come la direzione del partito riunita intorno a Iraklij Tsereteli. Potresov era preoccupato che i progetti di pace potessero inasprire i rapporti fra il governo e il Soviet. Durante la "crisi di aprile" potresov si mostrò chiaramente favorevole all'ingresso dei socialdemocratici nel consiglio dei ministri per sostenere il Governo provvisorio e imporre l'ordine che credeva necessario per salvare il paese e la rivoluzione. Potresov e il piccolo gruppo dei "difensisti" che si riunivano intorno a lui favorirono il rafforzamento del fronte e appoggiarono la posizione difensista di Tsereteli e dei suoi compagni di partito, nonostante li considerassero troppo radicali. Le opinioni di Potresov venivano pubblicate sulla rivista Den, che veniva pubblicata nella capitale e di cui Potresov era redattore capo. All'inizio della primavera, la sua influenza nel partito aumentò a causa della sconfitta delle mozioni internazionaliste.
Durante la crisi politica dell'estate, Potresov criticó severamente gli internazionalisti seguaci di Martov, che bollava come agitatore pericoloso e capetto di un gruppuscolo nel partito, e difese la coalizione con i cadetti. Elogiò la Conferenza statale di Mosca di fine estate come un trionfo dei moderati rispetto agli estremisti di sinistra e di destra, e si mostrò ottimista circa il futuro della rivoluzione. Durante il congresso del partito tenuto a fine estate, Potresov sostenne con ardore la direzione del partito eletta in primavera, chiedendo agli internazionalisti di non contestarla e di non mettere così in pericolo l'unità del partito. Come la direzione "difensista" del partito, Potresov criticò la mancanza di programma degli internazionalisti, guidati da Martov e dalla sua cerchia, riguardo alle proposte di Lenin.
Dopo il fallito golpe di Kornilov gli internazionalisti rinfacciarono a Potresov la sua difesa della collaborazione con la borghesia che, sostenevano, aveva appoggiato il colpo di Stato del generale. Nonostante ciò, nel Consiglio della Repubblica tenuto all'inizio di autunno Potresov continuò a sostenere l'alleanza con le forze liberali, come facevano anche Tsereteli e il suo gruppo, coalizione che credeva necessaria per salvare la rivoluzione democratica in Russia. In piena crisi del Partito, alla viglia della Rivoluzione di Ottobre, Potresov cercò invano di presentare una propria lista di candidati alle elezioni per l'Assemblea Costituente, essendo disgustato dal ritiro delle candidature di Tsereteli e dei suoi principali seguaci "difensisti". Disdegnò il tentativo disperato di Fëdor Dan di bloccare la presa del potere da parte dei bolscevichi il 6 novembre 1917. Come il resto del partito, si mostrò contrario alla Rivoluzione bolscevica, uno dei pochi punti di convergenza fra le diverse correnti del partito menscevico.

### La guerra civile
Potresov faceva parte dalla corrente di destra del partito menscevico, che si oppose vanamente al controllo di Martov e Dan sulla direzione del partito dopo la Rivoluzione d'Ottobre. Le nuove autorità bolsceviche chiusero la rivista Den il giorno dopo la presa del potere, l'8 novembre 1917, accusandola di essere una pubblicazione controrivoluzionaria. La pubblicazione, tuttavia, riapparve successivamente.
Al congresso straordinario del partito tenuto circa un mese dopo la Rivoluzione di Ottobre Potresov espresse la convinzione che i bolscevichi non fossero più socialdemocratici e criticò con durezza la repressione delle opposizioni (chiusura dei giornali di opposizione, scioglimento del Partito dei Cadetti, scioglimento delle "dume" municipali elette a suffragio universale diretto. Per Potresov il partito avrebbe dovuto allearsi con i democratici e i liberali per metter fine a quella che considerava la controrivoluzione bolscevica, sostenuta dai soldati stufi della guerra e non dagli operai, e che minacciava di scatenare una guerra civile. Bisognava evitare ogni accordo col partito di Lenin. Invece fu la mozione di Potresov su questo punto ad essere rigettata. Dopo la sconfitta delle proposte di destra al congresso dei menscevichi, si pose la domanda se lasciare il partito, idea che poi scartò. L'opposizione interna del partito, contraria alla linea di Martov, si riunì intorno a Potresov e Plechanov. Potresov considerava la Rivoluzione di Ottobre come il culmine di una rivolta contadina mirante ad ottenere la ridistribuzione della terra.
Come gli altri menscevichi, Potresov si oppose allo scioglimento delle "dume" municipali e degli zemstvo, eletti a maggioranza a suffragio universale nei mesi fra le due rivoluzioni del 1917, e alla loro sostituzione con soviet locali, che considerava incapaci di svolgere i compiti amministrativi che prima competevano alle "dume". Contrario all'autorità suprema dei soviet, difese invece l'Assemblea Costituente. Era contrario a firmare la pace con gli Imperi centrali se avessero imposto delle condizioni che l'Assemblea Costituente avesse giudicato inaccettabili, preferendo la resistenza armata, nonostante le scarse possibilità di successo.
Nella primavera del 1918, Potresov approvò l'introduzione del capitalismo di stato proposta da Lenin, perché riteneva impossibile l'istaurazione del socialismo in Russia, paese che trovava troppo arretrato: per Potresov la Russia aveva bisogno di un lungo periodo di sviluppo industriale e capitalistico, prima di poter iniziare la conversione al socialismo. Perciò, per il presente, sosteneva la liberalizzazione economica, il ritorno alla concorrenza e la fine del controllo statale sui sindacati dei padroni, dei lavoratori e del commercio. Benché pensasse che il "nuovo corso" portato avanti dai bolscevichi fosse un passo in avanti, tuttavia si mostrò scettico circa la sua realizzazione da parte del governo.
Alla fine dell'anno Potresov lasciò il partito menscevico e nel 1919 aderì all'Unione per la salvezza della Russia (Союз возрождения России, Sojuz vozroždenija Rossii), organizzazione di cadetti, di menscevichi e di socialisti-rivoluzionari di destra.
Arrestato nel settembre 1919, fu rilasciato due mesi dopo e, malato, nel 1925 poté lasciare la Russia.

### L'esilio e la morte
Nel 1925 Potresov andò in esilio. Visse con la moglie a Berlino e poi a Parigi, collaborando al giornale di Kerenskij Del' e pubblicando nel 1931 la propria rivista Note di un socialdemocratico (Записки социал-демократа, Zapiski social-demokrata).
Condivise con Karl Kautsky la visione del regime bolscevico come reazionario e controrivoluzionario, opinione ampiamente accolta da tutta la destra menscevica, ma non ufficialmente dal partito.
Potresov morì l'11 luglio 1934 a Parigi dopo un'operazione chirurgica. Fu cremato e le ceneri sepolte nel cimitero di Père-Lachaise.